# Sankt Pers socken, Uppland
Sankt Pers socken i Uppland ingick i Ärlinghundra härad, uppgick 1948 i Sigtuna stad, ingår sedan 1971 i Sigtuna kommun och motsvarar från 2016 Sigtuna Sankt Pers distrikt.
Socknens areal var 12,64 kvadratkilometer land.  År 1913 fanns här 213 invånare. Godset Erikssund samt Sankt Pers kyrkoruin ligger i socknen. 

## Administrativ historik
Sankt Pers socken har medeltida ursprung.
Vid kommunreformen 1862 övergick socknens ansvar för de kyrkliga frågorna till S:t Pers församling. För de borgerliga frågorna bildades tillsammans med Sankt Olofs socken Sankt Olofs och Sankt Pers landskommun. Den gemensamma landskommunen inkorporerades 1948 i Sigtuna stad som 1971 ombildades till Sigtuna kommun. Församlingen uppgick 2002 i Sigtuna församling.
1 januari 2016 inrättades distriktet Sigtuna Sankt Per, med samma omfattning som församlingen hade 1999/2000.
Socknen har tillhört län, fögderier, tingslag och domsagor enligt vad som beskrivs i artikeln Ärlinghundra härad. De indelta soldaterna tillhörde Livregementets dragonkår, Livskvadronen, Livkompaniet. De indelta båtsmännen tillhörde Södra Roslags 2:a båtsmanskompani.

## Geografi
Sankt Pers socken ligger nordväst om Sigtuna med Sköfjärden i nordväst och Håtunaviken i sydväst.  Socknen är en slättbygd i sydväst och skogsbygd i nordost.

## Namnet
Namnet skrevs 1316 in parochia Sancti Petri, som är latin för "i S:t Pers (eller S:t Peters) socken". I namnet ingår namnet på kyrkans skyddshelgon, aposteln Petrus.